# Mudanjiang
Mudanjiang (Manchu: Mudan bira) è una città-prefettura nel Heilongjiang, provincia della Cina. Mudanjiang è proprio la sede della prefettura.

## Geografia fisica

### Territorio
Si trova in linea d'aria a circa 160 km dalla città russa di Vladivostok e ha una popolazione di 707 000 abitanti.
Il fiume Mudanjiang che attraversa la città e le dà il nome è navigabile in estate e diventa in inverno una vasta distesa di ghiaccio spesso.

### Clima
Il clima è subartico, con estati calde e brevi mentre gli inverni sono lunghi e freddi.

## Infrastrutture e trasporti

### Ferrovie
Ha un nodo ferroviario.

### Aeroporti
Possiede inoltre un aeroporto da cui arrivano e partono 6 voli nazionali al giorno; la città è raggiungibile via aereo da Vladivostok (Russia), Seoul (Corea del Sud) e dalle città cinesi di Beijing, Shanghai, Shenyang, Guangzhou, Qingdao e Yantai.

## Economia
La città è nota per il turismo e il commercio.

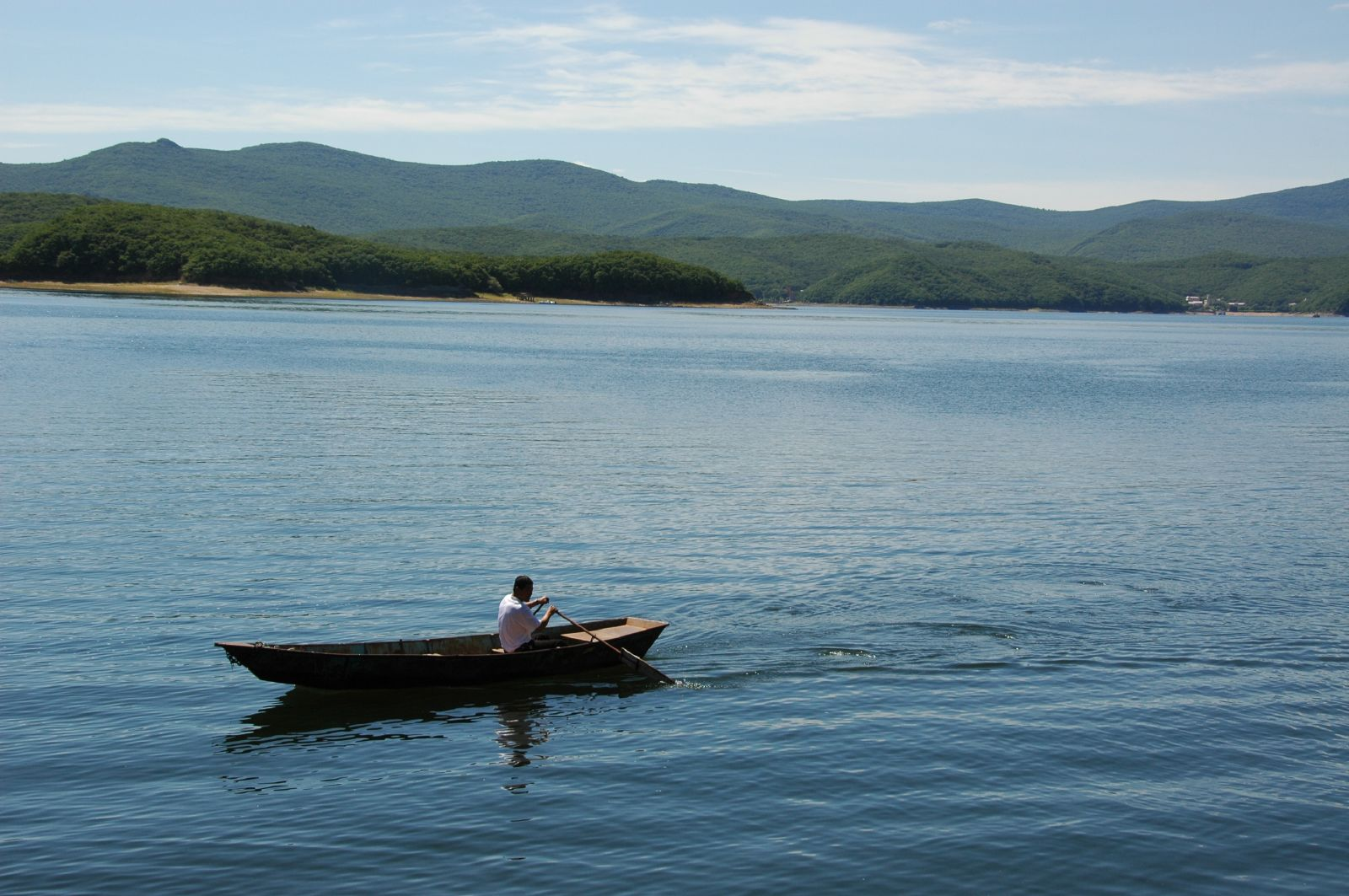
Il lago Jingbo

Molti cinesi scelgono questa città per soggiornarvi durante la breve estate (qui dura circa solo 2 mesi e mezzo) e poi da qui effettuare partenze per il Lago Jingbo, a 4 ore di autobus, famoso per le sue rocce calcaree (simili a quelle di Guilin), per le sue cascate e le acque cristalline contenenti numerosi pesci.
La città, nota come la "città dello shopping", ha una rete sotterranea molto vasta di negozi che è stata creata al fine di favorire il commercio anche in inverno dove si raggiungono temperature di −30 °C.
Non è insolito vedere gente russa che, approfittando dell'ottimo rapporto qualità-prezzo, attraversa il confine solamente per effettuare acquisti presso i numerosissimi negozi.
Le fabbriche si occupano prevalentemente di lavorazione del legno (è una regione ricca di legname), della gomma (in particolare produzione di pneumatici), alluminio, materiali da costruzione e petrolio.

## Geografia antropica

### Suddivisioni amministrative
- Distretto di Aimin
- Distretto di Dong'an
- Distretto di Yangming
- Distretto di Xi'an
- Muling
- Suifenhe
- Hailin
- Ning'an
- Dongning
- Contea di Linkou

## Amministrazione

### Gemellaggi
Ōtsu

## Galleria d'immagini

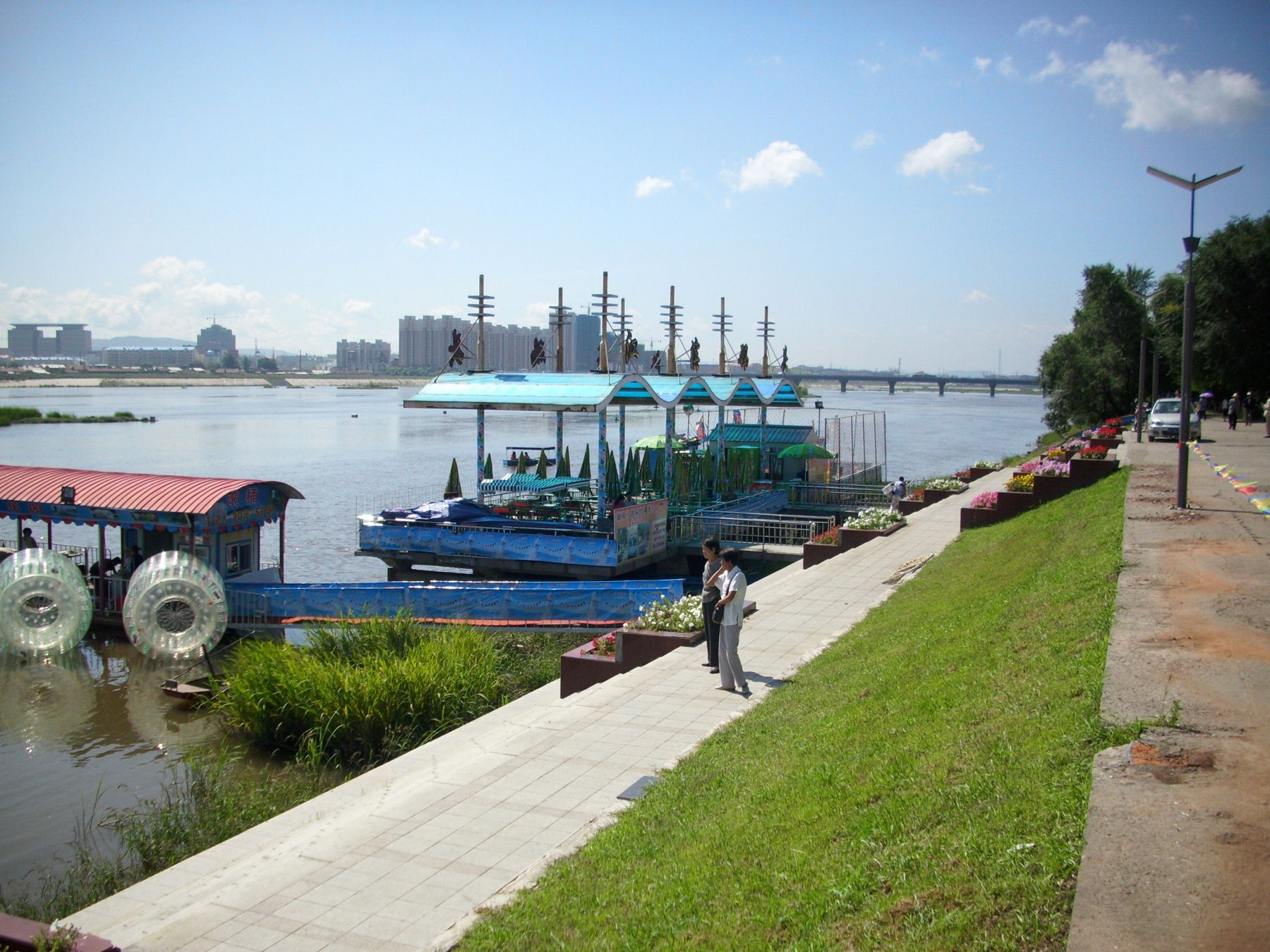
Passeggiata lungo il fiume Mudanjiang
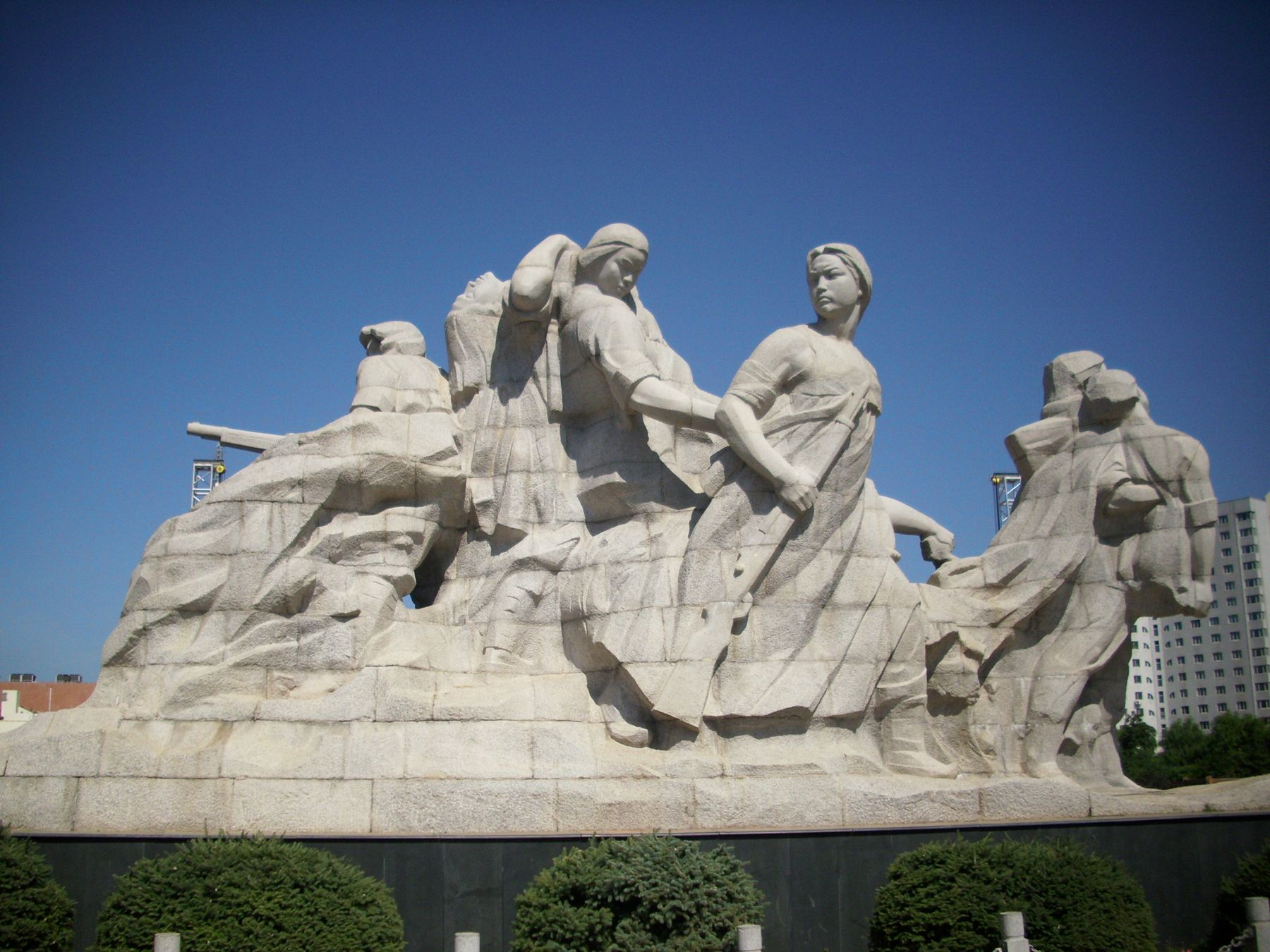
Monumento alle donne combattenti cadute in guerra
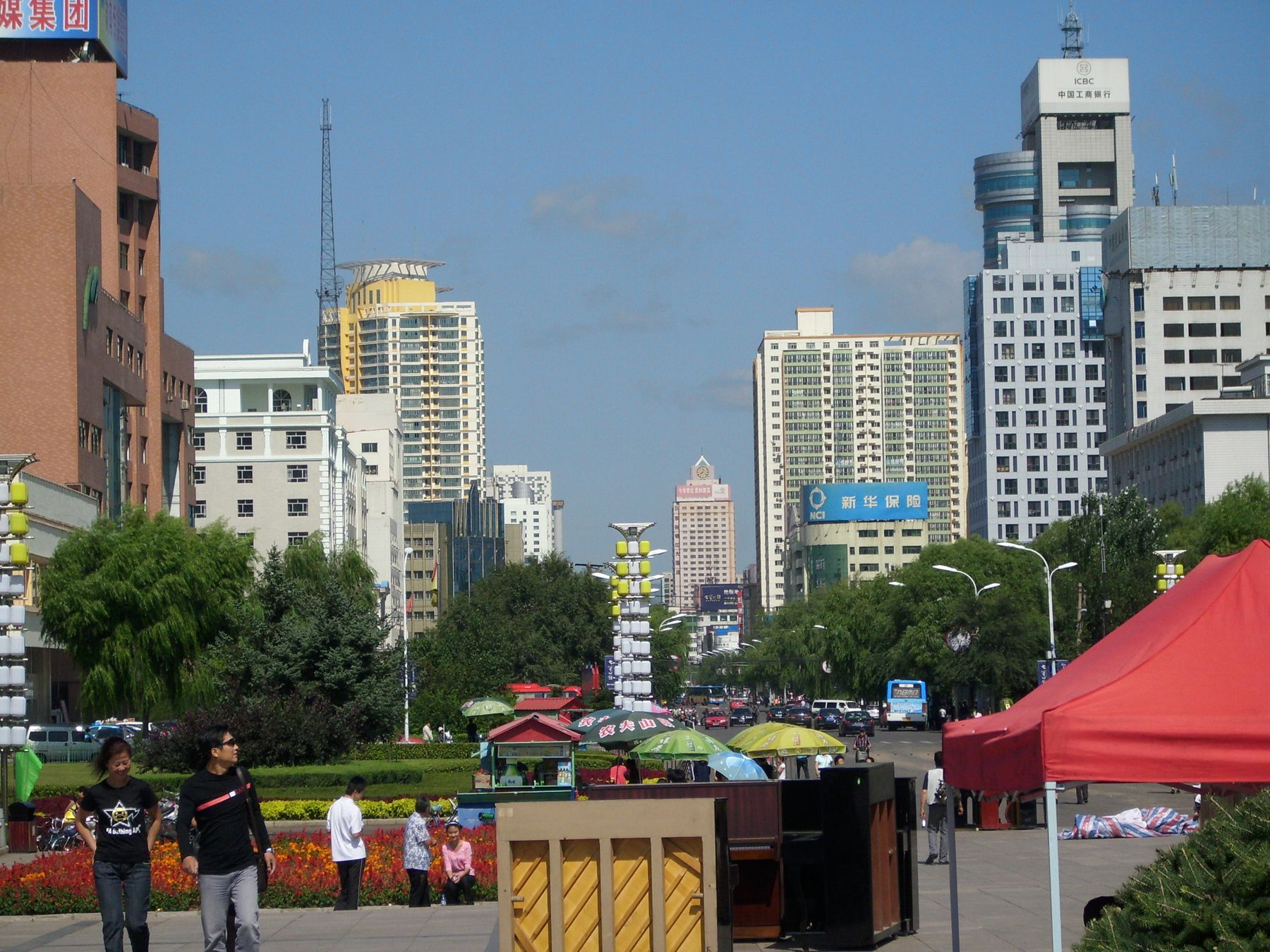
La via principale della città
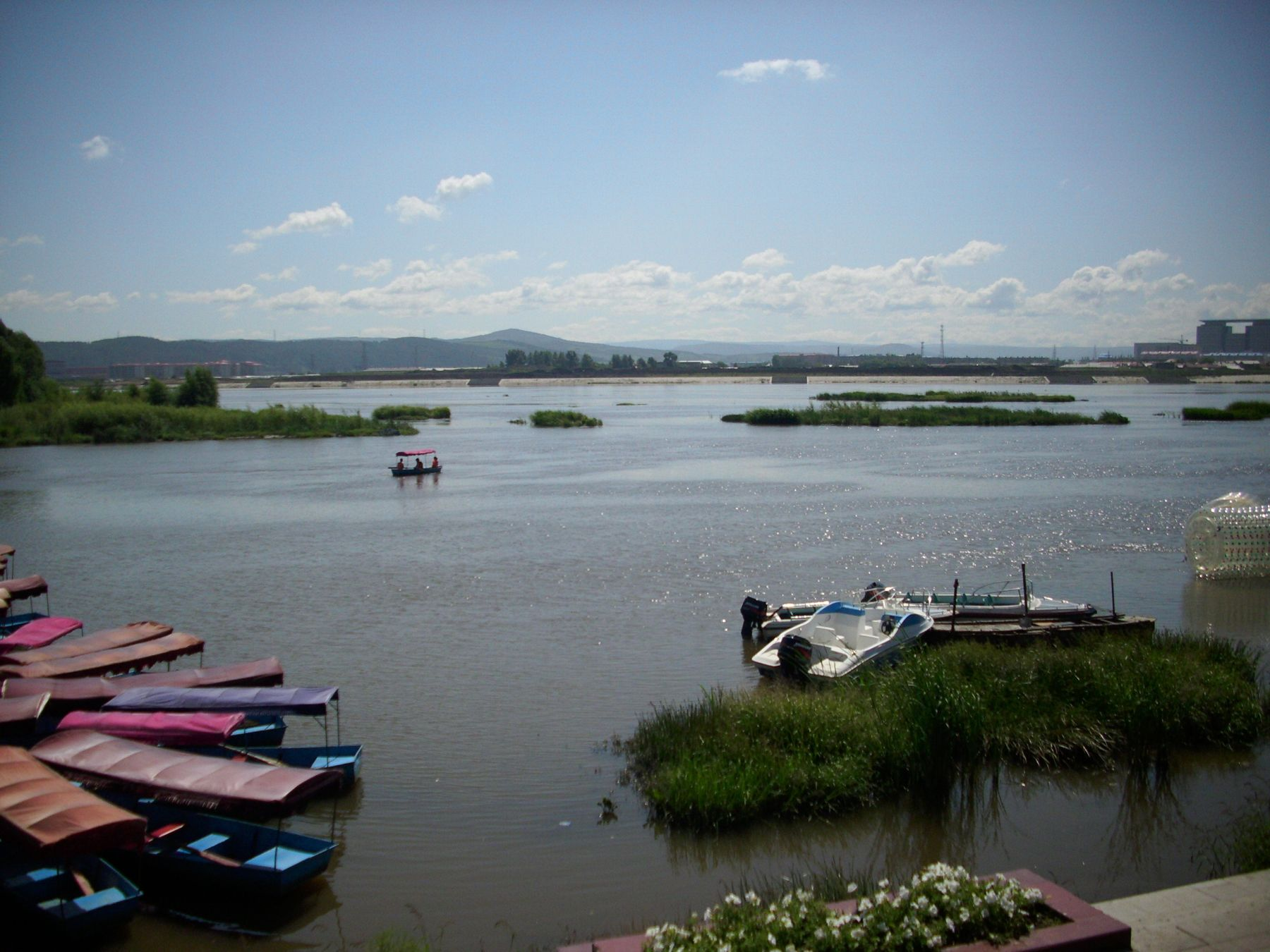
Vista sul fiume